# Gornja Lužica
Gornja Lužica (njem. Oberlausitz, gornjolužičkosrpski Hornja Łužica, donjolužičkosrpski Górna Łužyca, češ. Horní Lužice, polj. Łużyce Górne ili Milsko), regija čiji najveći dio pripada Saskoj, maleni istočni dio pripada Poljskoj, sjeverni dio Brandenburgu. U Saskoj Gornja Lužica obuhvaća ugrubo kotareve Bautzen (Budyšin) i Görlitz (Zgorzelec), u Brandenburgu južni dio kotara Oberspreewald-Lausitza. Od 1945. godine poljski dio Gornje Lužice između rijeka Kwise na istoku i rijeke Lužičke Neisse na zapadu pripada administrativno Donjošleskom vojvodstvu, a samo malen dio oko Łęknice zajedno s poljskim dijelom Donje Lužice Lubuskom vojvodstvu. Zapadni dio Gornje Lužice opet čini vlastitu podregiju Zapadne Lužice.

## Geografija i priroda
Geomorfološki je Gornja Lužica oblikovana jednoličnim lužićkim granitnim masivom, samo je sjever i sjeveroistok, nizine Oberlausitzer Heide- und Teichlandschaft (Gornjolužička pustara i jezera) oblikovano u pleistocenu. UNESCO je proglasio ovo područje rezervatom biosfere 1996. godine, posebice zbog zaštite vidra. Srednji dio je brežuljkast, dok je južni karakteriziran Lužičkim brdima, najzapadnijim lancem Sudeta.

### Prirodne regije
Danas je Gornja Lužica grupirana u osam prirodnih regija ili krajolika:
- Zittau brda (najjugoistočniji dio Gornje Lužice)
- Regija Istočnolužička brežuljkasta zemlja i rijeka Neisse (na Neissi od Görlitza do Zittaua, sjeverno od Zittau brda)
- Lusatian Highlands (južna Gornja Lužica do Češke)
- Sjeverozapadne lužičke visoravni (sjeverozapadno od Bischofswerde do Kamenza)
- Regija Lausitzer Gefilde (oko Bautzena i Löbaua sjeverno od visoravni)
- Gornjolužičke pustare i jezera (istočno od Kamenza do Nieskyja)
- Ruhland-Königsbrüčka pustara na sjeverozapadu (sjeverozapadno od Kamenza, zapadno od Hoyerswerde)
- pustara Muskau na sjeveroistoku (oko Bad Muskaua i Weisswassera, Poljska, na istoku)